# لين ديفين
لين ديفين (بالإنجليزية: Len Devine)‏ هو سائق سيارة أجرة وسياسي أسترالي، ولد في 14 أكتوبر 1923، وتوفي في 29 مايو 2008. حزبياً، نشط في حزب العمال الأسترالي. وقد انتخب عضو مجلس النواب الأسترالي عن دائرة Division of East Sydney ‏ (28 سبتمبر 1963 – 29 سبتمبر 1969).